# Карсенти, Сабин
Саби́н Карсе́нти (фр. Sabine Karsenti) — франкоканадская актриса

.

## Биография
Сабин Карсенти окончила Институт театра и кино Ли Страсберга и Stella Adler Studio of Acting.
На большом экране она была в роли Крисси в фильме «Поле битвы: Земля», который часто называется одним из худших фильмов, когда-либо снятых. Она также сыграла главные роли ещё в нескольких фильмах, включая «Любимая игру», «Мушкетёры навсегда» и «Бонджур Тимоти», снятых в Новой Зеландии. Каренти сыграла роли второго плана в других художественных фильмах, включая «Презентация «Кадавр-Эксквиз»», представленного на Всемирном кинофестивале в Монреале в 2006 году. Она также была частью распространения американских фильмов «Бомба замедленного действия» и «Идеальный брак». На телевидении Карсенти снялась в сериале «Ворон: Лестница в небо», в котором она сыграла Шелли Уэбстер.
Сабин замуж за художником и у них есть сын (род. 2009).

## Избранная фильмография
| Год  |   | Русское название                | Оригинальное название            | Роль   |
| ---- | - | ------------------------------- | -------------------------------- | ------ |
| 1996 | с | Удивительные странствия Геракла | Hercules: The Legendary Journeys | Сира   |
| 2000 | ф | Поле битвы: Земля               | Battlefield Earth                | Крисси |
| 2007 | с | Мёртвая зона                    | Stephen King's Dead Zone         | Нэнси  |